# Королевская военная академия (Вулидж)
Королевская военная академия (англ. Royal Military Academy) — военное учебное заведение, существовавшее в Великобритании в 1741—1939 годах. Готовила офицеров для артиллерии и сапёрных войск.
Королевская военная академия была основана в 1741 году для того, чтобы готовить «хороших офицеров для артиллерии и отличных сапёров». Так как сначала она разместилась в бывшем здании мастерских (англ. workshop) Королевского Арсенала, то Академию неформально называли «The Shop». В 1796—1805 годах Джеймс Уайетт спроектировал и построил для неё новое специальное здание, в которое Академия переехала с 1806 года. В 1939 году Академия была закрыта.
В 1947 году в Сандхерсте на основе бывшего Королевского военного училища, готовившего офицеров для пехоты и кавалерии, была открыта Королевская военная академия в Сандхерсте, готовящая офицеров для всех родов войск.

## Знаменитые преподаватели и выпускники
- Фредерик Абель, читал лекции по химии в 1852 году
- Питер Барлоу, преподавал математику в 1801—1847 годах
- Майкл Фарадей, профессор химии в 1829—1852 годах
- Лазэр Еделяну с 1887 года преподавал химию
- Винтон, Фрэнсис де
- Сэбин, Эдвард
- Эджворт, Кеннет
- Хаттон, Чарльз (англ.) — профессор математики
- Дж. Сильвестр